# Arroyo Cufré (Río de la Plata)

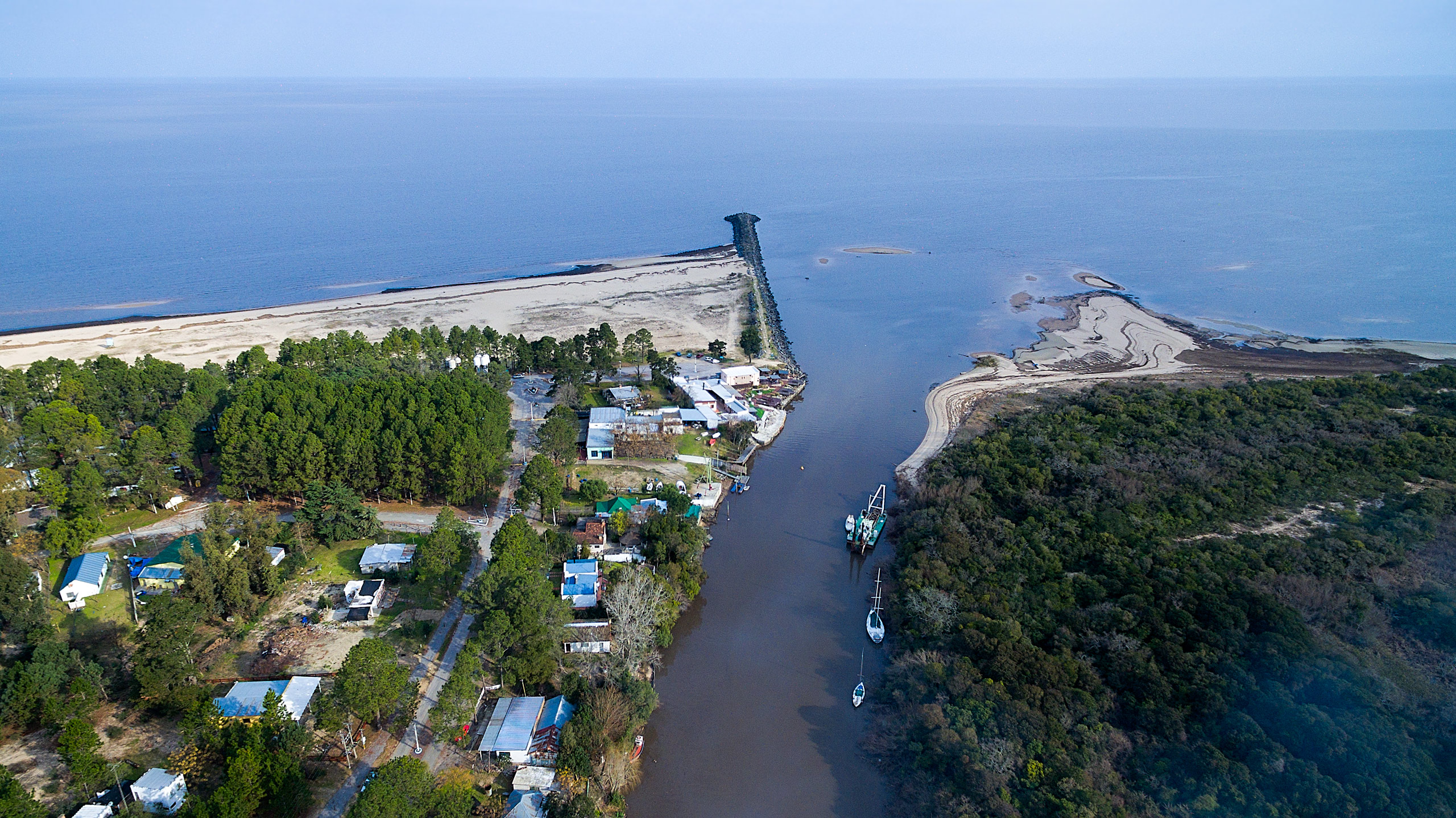
Mündung des Cufré - Boca del Cufré

Der Arroyo Cufré ist ein auf dem Gebiet der Departamentos Colonia und San José im Süden Uruguays gelegener kleiner Flusslauf.
Der linksseitige Nebenfluss des Río de la Plata entspringt östlich von Cufré. Er bildet auf seinem Weg von Norden nach Süden die Grenze zwischen den beiden Departamentos Colonia und San José. Dabei wird er unter anderem vom Arroyo Pantanoso gespeist. Seine Mündung in den Rió de la Plata liegt wenige Kilometer östlich derjenigen des Río Rosario sowie des Arroyo Sauce.